# Верміліон (Іллінойс)
Верміліон (англ. Vermilion) — селище (англ. village) в США, в окрузі Едґар штату Іллінойс. Населення — 203 особи (2020).

## Географія
Верміліон розташований за координатами 39°34′48″ пн. ш. 87°35′16″ зх. д. / 39.58000° пн. ш. 87.58778° зх. д. (39.580029, -87.587742).  За даними Бюро перепису населення США в 2010 році селище мало площу 1,97 км², уся площа — суходіл.

## Демографія
Згідно з переписом 2010 року, у селищі мешкало 225 осіб у 98 домогосподарствах у складі 66 родин. Густота населення становила 114 особи/км².  Було 109 помешкань (55/км²).
Расовий склад населення:
| - 99,6 % — білих |

До двох чи більше рас належало 0,4 %. Частка іспаномовних становила 1,8 % від усіх жителів.
За віковим діапазоном населення розподілялося таким чином: 23,1 % — особи молодші 18 років, 62,2 % — особи у віці 18—64 років, 14,7 % — особи у віці 65 років та старші. Медіана віку мешканця становила 45,6 року. На 100 осіб жіночої статі у селищі припадало 99,1 чоловіків;  на 100 жінок у віці від 18 років та старших — 94,4 чоловіків також старших 18 років.
Середній дохід на одне домашнє господарство  становив 40 355 доларів США (медіана — 30 833), а середній дохід на одну сім'ю — 43 430 доларів (медіана — 26 563). Медіана доходів становила 43 750 доларів для чоловіків та 24 792 долари для жінок. За межею бідності перебувало 34,9 % осіб, у тому числі 59,4 % дітей у віці до 18 років та 7,0 % осіб у віці 65 років та старших.
Цивільне працевлаштоване населення становило 83 особи. Основні галузі зайнятості: виробництво — 36,1 %, роздрібна торгівля — 19,3 %, освіта, охорона здоров'я та соціальна допомога — 10,8 %, сільське господарство, лісництво, риболовля — 10,8 %.